# ميخائيل جيربر
ميخائيل جيربر (بالإنجليزية: Michael Gerber)‏ هو كاتب أمريكي، ولد في 20 يونيو 1936.

## وصلات خارجية
- الموقع الرسمي
- مايكل جيربر على موقع ميوزك برينز (الإنجليزية)